# Sfântul Frumentie
Sfântul Frumentie sau Frumentius (în limba gî'îz ፍሬምናጦስ Frēmnāṭōs) a fost primul episcop de Axum, venerat ca sfânt. El mai este cunoscut și sub numele de Apostolul Abisiniei sau al Etiopiei.

## Viață
Conform istoricului Rufin din Aquileea care îl citează pe Edesius, fratele lui Frumentie, cei doi s-au născut în orașul Tir dintr-o familie de origine greacă respectiv siro-feniciană de religie creștină. Aceștia au plecat într-o zi cu unchiul lor Meropius într-o călătorie pe mare în Regatul Axumit din Abisinia (în prezent Etiopia). Când nava lor s-a oprit într-unul dintre porturile Mării Roșii localnicii, sau conform altei versiuni pirații, au masacrat întreg echipajul cu excepția celor doi tineri ce au fost vânduți ca sclavi regelui Ousanas (m. 320) din Axum. Ajunși la curtea regelui etiopian, cei doi tineri au îndeplinit cu credință toate cererile regelui câștigând încrederea sa și fiind puși în funcții înalte, Edesius paharnic, iar Frumentie, care era mai mare, a fost numit trezorier și secretar regal. Ei au fost alături de rege până când acesta se afla pe patul de moarte și i-a eliberat având posibilitatea să părăsească regatul. Cu toate acestea, cei doi frați au rămas drept regenți la guvernarea statului, la insistențele reginei, deoarece prințul moștenitor, viitorul rege Ezana, era încă mic. Frumentie a încurajat comercianții creștini și i-a devenit profesor tânărului prinț, cu această ocazie vorbindu-i despre credința în Hristos. 
După ce Ezana a ajuns la vârsta la care era capabil să conducă singur regatul, cei doi au demisionat în ciuda insistențelor noului rege de a guverna alături de el și au părăsit Etiopia. Edesius s-a întors la familia sa în Tir unde a devenit preot. Cu toate acestea, fratele său Frumentie a plecat la studii la Alexandria, în Egipt. După ce a fost hirotonit preot, s-a întâlnit cu patriarhul Atanasie din Alexandria, căruia i-a vorbit despre entuziasmul etiopienilor pentru creștinism. Acesta a fost de acord să-l trimită pe Frumentie împreună cu mai mulți preoți și călugări în misiune în Etiopia. 
În anul 330 sau 350 Frumentie s-a întors în Etiopia unde l-a botezat pe regele Ezana și pe fratele său Saizanas. Atunci a fost întemeiată episcopia de Axum, primul episcop fiind chiar Frumentie, învestit în acestă funcție de către patriarhul Atanasie. În scurt timp, datorită edictelor regale și a influenței episcopului, poporul etiopian a adoptat creștinismul, devenit religie de stat. Frumentie a câștigat un mare prestigiu printre localnici primind titluri precum Kesate Birhan (Luminătorul) sau Abba Salama (Tatăl Păcii). Conform tradiției, el ar fi făcut prima traducere a Noului Testament în limba gî'îz.
În anul 356 împăratul roman Constanțiu al II-lea, susținător al ereziei ariene, a trimis o scrisoare regelui Ezana prin care îi cerea înlocuirea în funcția de episcop de Axum a lui Frumentie cu Teofil Indianul, un misionar activ al arianismului. Cererea împăratului a fost respinsă de către rege care l-a susținut pe Frumentie, discipol al patriarhului Atanasie din Alexandria, cunoscut pentru politica sa de sprijinire a ortodoxiei niceene.
Frumentie a continuat să îndeplinească funcția de episcop de Axum și de întâistătător al Bisericii etiopiene până la moartea sa în anul 363, la puțin timp după aceea fiind sanctificat. El este sărbătorit în Biserica Ortodoxă Coptă (pe data de 18 decembrie), în Biserica Romano-Catolică (pe 27 octombrie), în Biserica Ortodoxă (pe 30 noiembrie) și în Biserica Ortodoxă Etiopiană (pe 1 august).